# Eulophidae

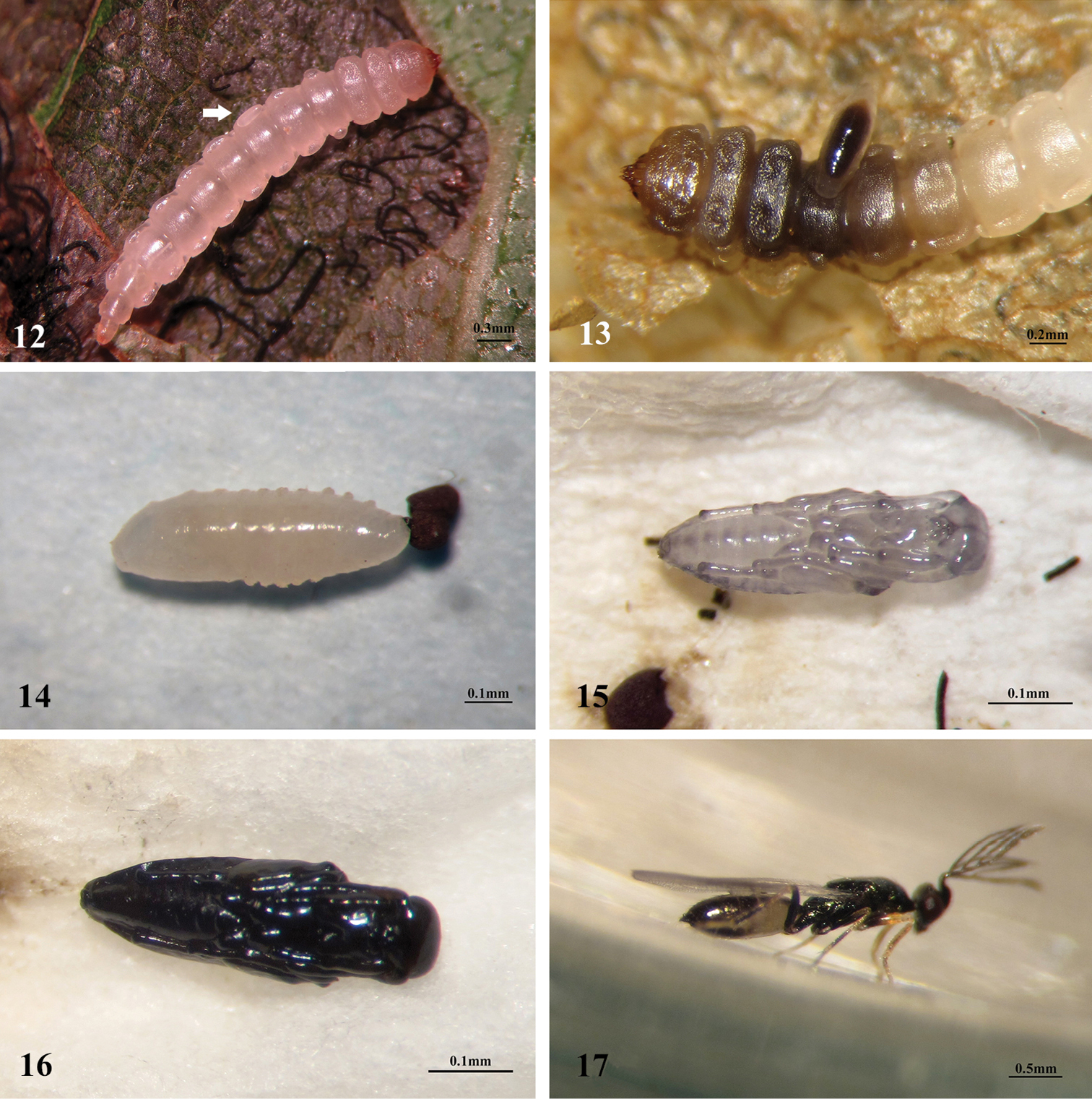
Pnigalio eriocraniae, ciclo vital

Los eulófidos (Eulophidae) son una gran familia de himenópteros apócritos con más de 4300 especies descritas en 300 géneros agrupados en 5 subfamilias. Según la actual clasificación esta familia incluye al género Elasmus que antes formaba parte de otra familia (Elasmidae), la cual ahora es tratada como una subfamilia dentro de Eulophidae (Elasminae).
Son unos insectos diminutos y difíciles de estudiar porque se deterioran rápidamente después de muertos a menos que se los conserve bien en alcohol. Muchos de los ejemplares de museo no sirven para su estudio. Las larvas de unas pocas especies se alimentan de plantas pero la mayoría son parasitoides de una gran variedad de artrópodos, especialmente Lepidoptera, Coleoptera, Diptera, Hymenoptera y Homoptera. Los atacan en diferentes estadios de su desarrollo, incluso hay algunos que se especializan solamente en huevos. Además de los grupos mencionados algunos son parásitos de tisanópteros, lo cual es poco común entre los himenópteros parasíticos.

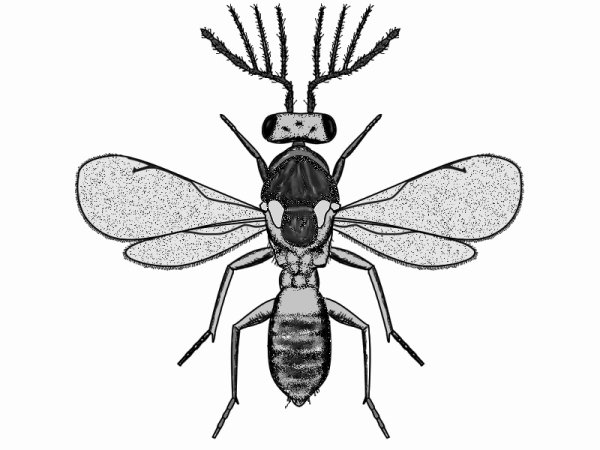
Pnigalio mediterraneus.

Los eulófidos se encuentran en todo el mundo y en todo tipo de hábitat (hasta hay uno acuático que parasita a escarabajos de la familia Psephenidae).
Se los distingue de otros calcídidos porque las patas tienen solo 4 segmentos o tarsómeros y un pequeño espolón protibial en vez de uno largo y curvo como otros calcídidos. Las antenas tienen 2 a 4 segmentos intermedios, entre la base y el final ensanchado, llamados funículo.
Son importantes como control biológico de ciertas plagas.